# L'Orpheline (film, 1921)
Pour les articles homonymes, voir L'Orpheline.
Pour plus de détails, voir Fiche technique et Distribution.
L'Orpheline est un film muet français en douze épisodes réalisé par Louis Feuillade, sorti en 1921.
Produit par la Société des Établissements L. Gaumont, ce film d'une durée totale de 5 h 45 est un remake du film portant le même titre que Louis Feuillade avait réalisé en 1908. Cette nouvelle version comporte douze épisodes :
1. Malheurs de Némorin
2. Orpheline
3. Le Complot
4. L'Intruse
5. Délivrance
6. Le Traquenard
7. À l'ombre du clocher
8. La Conquête d'un héritage
9. Soirs de Paris
10. Chagrin d'amour
11. Le Revenant
12. Vers le bonheur

## Fiche technique
- Titre : L'Orpheline
- Réalisation : Louis Feuillade, assisté de Émile André, Robert Florey
- Scénario : Frédéric Boutet, Louis Feuillade, d'après son histoire
- Photographie : Maurice Champreux, Léon Morizet
- Montage : Maurice Champreux
- Société de production : Société des Établissements L. Gaumont
- Société de distribution : Comptoir Ciné-Location (C.C.L.)
- Pays de production :  France
- Langue : film muet avec les intertitres  en français
- Format : Noir et blanc — 35 mm — 1,33:1 — Muet
- Métrage total : 10 300 mètres pour les 12 épisodes
- Genre : Film dramatique
- Durée totale : 343 minutes et 20 secondes — soit (5 h 45) —  pour les 12 épisodes
- Dates de sortie :
  - France : 14 octobre 1921

## Distribution
- Sandra Milovanoff : Jeannette
- Georges Biscot : Némorin
- Jane Grey : La comtesse Nadia
- Blanche Montel : Dolorès
- Jeanne Rollette : Phrasie
- Émile Garandet : l'abbé Moral
- René Clair : Pierre Moral
- Fernand Herrmann : le comte de Réalmont
- Gaston Michel : Sakounine
- Édouard Mathé : Don Esteban
- Henri-Amédée Charpentier : le père Boulot
- Émile André : le Père Sorbier
- Robert Florey : un apache
- Olinda Mano
- Jeanne Marie-Laurent
- Alice Tissot
- Jules de Spoly
- Mademoiselle Kithnou